# مهمة في تل أبيب (فلم)
مهمة في تل أبيب هو فيلم مصري عرض عام 1992، بطولة نادية الجندي وكمال الشناوي ومحمد مختار وسعيد عبد الغني ويوسف فوزي، تأليف بشير الديك وإخراج نادر جلال.

## قصة الفيلم
تقيم آمال في باريس وتعمل جاسوسة لحساب إسرائيل. تندم وتقرر التوبة فتلجأ إلى السفير المصري ليحدد لها موعداً مع رئيس المخابرات المصرية الذي تعترف له. يتفق معها أن تكون عميلة مزدوجة وذلك بعد أن تجتاز جهاز كشف الكذب. يطلب منها السفر إلى تل أبيب لتصوير شريط خطير عليه أنواع السلاح والخطط الإستراتيجية الإسرائيلية في حالة نشوب حرب مع مصر وذلك من مبنى وزارة الدفاع. تنجح مهمة آمال في تهريب الفيلم. إلا أن المخابرات الإسرائيلية تكتشف خداعها. تلقى أنواعاً من العذاب الوحشي، يتمكن رجال المخابرات المصرية من تهريبها من المستشفى لتصل إلى مصر.

## طاقم التمثيل
- نادية الجندي: (آمال الكيال)
- كمال الشناوي: (بكر - مدير المخابرات المصرية)
- محمد مختار: (حمدى - ضابط مصرى)
- سعيد عبد الغني: (بوتا - ضابط المخابرات)
- يوسف فوزي: (حازم - ضابط مصرى)
- حسن حسين: (جابي - موساد)
- خليل مرسي: (نبيل - ضابط مصرى)
- كنعان وصفي: (بنحاس سابير - موساد)
- صلاح زكي
- حمدي يوسف: (ديفيد - موساد)
- كمال الزيني: (سفير مصر بفرنسا)
- كوثر رمزي
- عاطف بركات: (ضابط موساد)
- جمال صالح: (ضابط موساد)
- عادل عمار: (مناضل فلسطيني)
- أحمد عاطف
- طارق عرابي: (ضابط مخابرات)
- محمد صلاح
- كريم وفيق
- نادر جلال: (شريف)
- عثمان محمد علي: (رئيس المخابرات المصرية)

## فريق العمل
- إخراج: نادر جلال
- تأليف: بشير الديك
- مدير التصوير: سمير فرج
- مونتاج: صلاح عبد الرازق
- إنتاج: أفلام محمد مختار
- موسيقى تصويرية: جمال سلامة
- توزيع داخلي: أفلام النصر (محمد حسن رمزي وشركاه)
- توزيع خارجي: تاميدو للإنتاج والتوزيع

## روابط خارجية
- مهمة في تل أبيب على موقع IMDb (الإنجليزية)
- مهمة في تل أبيب على موقع الدهليز
- مهمة في تل أبيب على موقع قاعدة بيانات الأفلام العربية
- مهمة في تل أبيب على موقع قاعدة بيانات الفيلم (الإنجليزية)
- مهمة في تل أبيب على موقع ليتربوكسد (الإنجليزية)